# Ritolampi
Ritolampi är en sjö i kommunen Pudasjärvi i landskapet Norra Österbotten i Finland. Arean är 43 hektar och strandlinjen är 2,9 kilometer lång. Sjön  ingår i Ijo älvs huvudavrinningsområde.   Den ligger omkring 47 kilometer nordöst om Uleåborg och omkring 560 kilometer norr om Helsingfors. 